# Nuevo Sanedrín
El Nuevo Sanedrín (en hebrero: הסנהדרין החדשה) es un movimiento fundado en Israel en 2004. Los miembros del movimiento se refieren a sí mismos como los renovadores del Sanedrín, la antigua corte judía que operaba en Jerusalén durante los días del Segundo Templo.

## Antecedentes

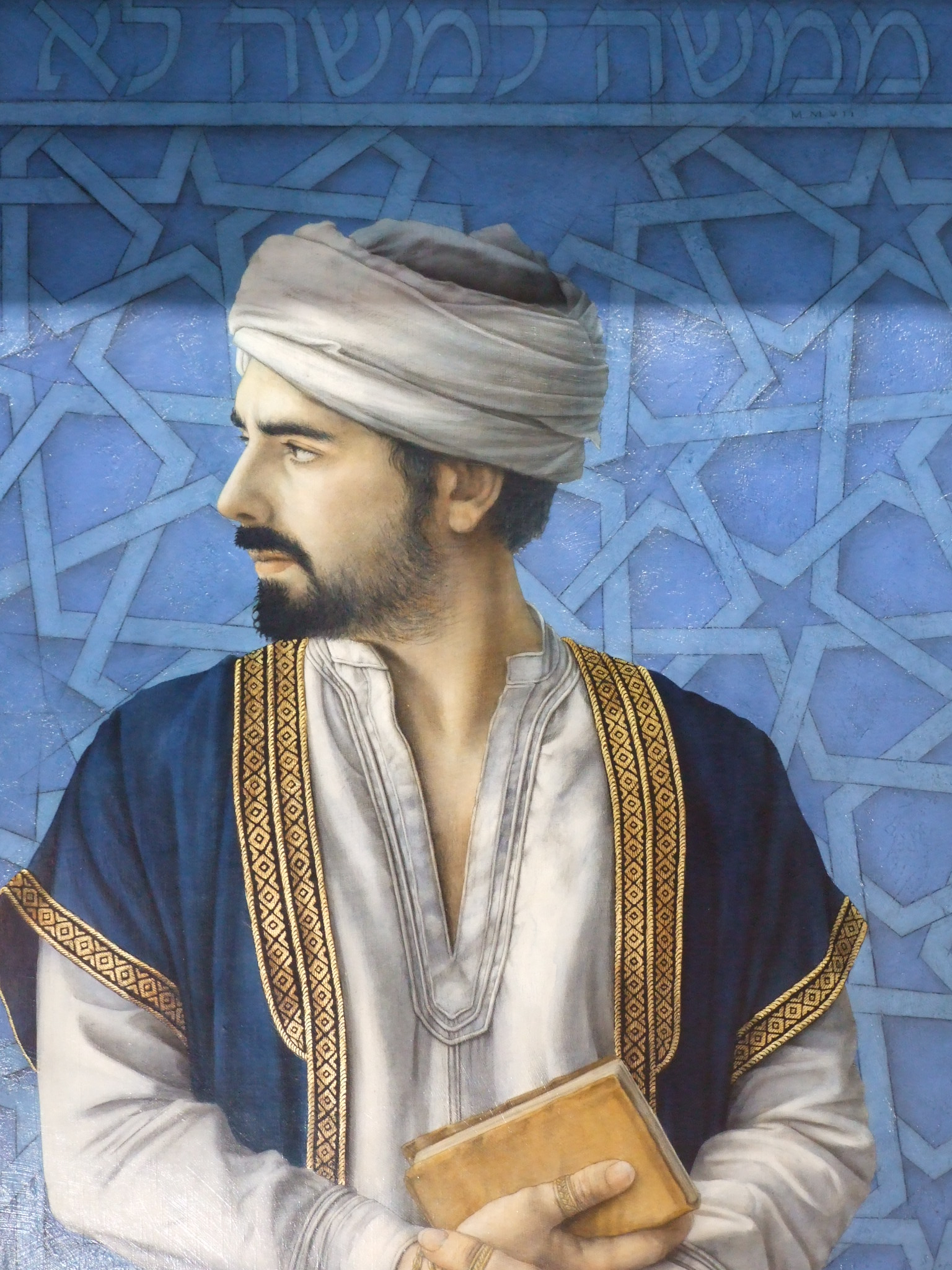
Retrato de Maimónides por José Luis Muñoz, 2006.

El erudito del siglo XII, Maimónides, discutió la aparente incompatibilidad del requisito esencial de la Ley judía para un Sanedrín y la incapacidad de formar uno debido a la pérdida de la semijá . En su obra magna, la Mishneh Torá, propuso un procedimiento para restablecer un Sanedrín. Esto más tarde se convirtió en el tema de las decisiones legales del rabino Jacob Berab, el rabino Joseph Caro y otros.
Ha habido varios intentos de implementar las recomendaciones de Maimónides. El intento actual es el sexto en la historia reciente. Está inspirado en el intento del rabino Jacob Berab en 1538, y sigue los intentos del rabino Yisroel de Shklov en 1830, el rabino Aharon Mendel haCohen en 1901, el rabino Zvi Kovsker en 1940 y el rabino Yehuda Leib Maimon en 1949.

## Historia
El movimiento comenzó a principios del 2000, cuando dos jóvenes, Itai Levy y Hagi Weiss, hicieron firmar a 250 rabinos sobre su disposición de establecer un consejo que uniría a todos los rabinos de Israel. Sin embargo, cuando no pudieron lograr un acuerdo de todos los rabinos sobre el tema, decidieron avanzar en su idea de todos modos, con el apoyo de la asociación "Regresando a nuestros jueces - Por el establecimiento de la Gran Corte", uno de cuyos partidarios destacados fue Profesor Hillel Weiss. 
En octubre de 2004, 71 rabinos del Sanedrín se reunieron en Tiberíades, entre ellos el rabino Meir Mazuz, Hillel Weiss, quien fue designado presidente del Sanedrín, el rabino Israel Ariel, el rabino Dov Stein, quien fue designado secretario, el rabino Adin Ibn Israel, quien fue designado presidente del Sanedrín y el rabino Yoel Schwartz, quien fue nombrado jefe de la corte.
El establecimiento del movimiento también generó voces de oposición de los rabinos en Israel, quienes llamaron a no seguir las pautas del movimiento.
En un artículo sobre la renovación del Sanedrín, Arnon Segal, escritor del semanario Makor Rishon , escribió: "Se puede concluir que el camino del "nuevo Sanedrín" realmente no tuvo éxito y se considera como mucho una curiosidad incluso en círculos de extrema derecha".

### Acciones del Nuevo Sanedrín
Una gran cantidad de discusión en el foro del Sanedrín parece indicar que el nuevo Sanedrín actualmente está ocupado con discusiones filosóficas sobre la teoría de la Ley judía. Se señala repetidamente que el Sanedrín "debe resolver muchas cuestiones halájicas complejas" antes de que pueda comenzar a hacer cualquier declaración o decisión en términos de la ley judía.  Afirma que sus proyectos están "coordinados en completa consulta con Gedolei Hador (principales autoridades halájicas de la generación), así como con las autoridades del gobierno israelí, académicos y profesionales.
- El Nuevo Sanedrín formó un comité para recopilar opiniones sobre la ubicación exacta del Templo en el Monte del Templo.[7]
- Han anunciado vínculos con varios académicos e instituciones académicas.[8]
- Emitieron normas religiosas sobre la formulación de la oración "Rajem" para los servicios de Tisha beav, la kashrut del faisán y la codorniz, y la formulación adecuada de Birkat Hamazón, (agradecimiento después de las comidas).[9]
- Apoyan el asentamiento judío de Cisjordania y se oponen a la retirada de Gaza.[10]
- Un tribunal israelí permitió que un acusado consultara un fallo de un tribunal subordinado del Sanedrín.
- Apoyaron a partidos religiosos y de derecha en las elecciones israelíes de 2006.[11]
- En enero de 2006, se reunieron con un grupo de noájidas presididos por Vendyl Jones, para conformar el Alto Consejo Bnei Noaj, una corte noájida vinculada al sanedrín[12][13][14][15]
- Su conferencia pública anual en 2007 incluyó llamados para que el público apoyara un gobierno basado en la Ley Judía.
- Para la Pascua de 2007, dirigieron una campaña para ofrecer el sacrificio pascual en el Monte del Templo.[16][17]
- En mayo de 2007, lanzaron una iniciativa de paz diplomática destinada a evitar un conflicto entre Israel e Irán, así como resolver el problema del Monte del Templo.[6][18]
- En agosto de 2007, condenaron la persecución del movimiento Falun Gong por parte del gobierno chino.[19][20][21]
- En octubre de 2007, varios miembros del nuevo Sanedrín ascendieron al Monte del Templo y comenzaron a rezar breves oraciones en el monte, con el aparente apoyo del gobierno israelí.[22][23]
- En enero de 2008, escribieron una carta al presidente estadounidense George W. Bush durante su visita a Israel solicitando que no dividiera Jerusalén. La carta fue entregada por el ex-Gran rabino sefardí, el rabino Mordejai Eliyahu.[24][25][26]